# Козача Лопань
Коза́ча Ло́пань — селище в Україні, у Дергачівській міській громаді Харківського району Харківської області. Є прикордонним форпостом Харківщини та Дергачівщини.

## Географія

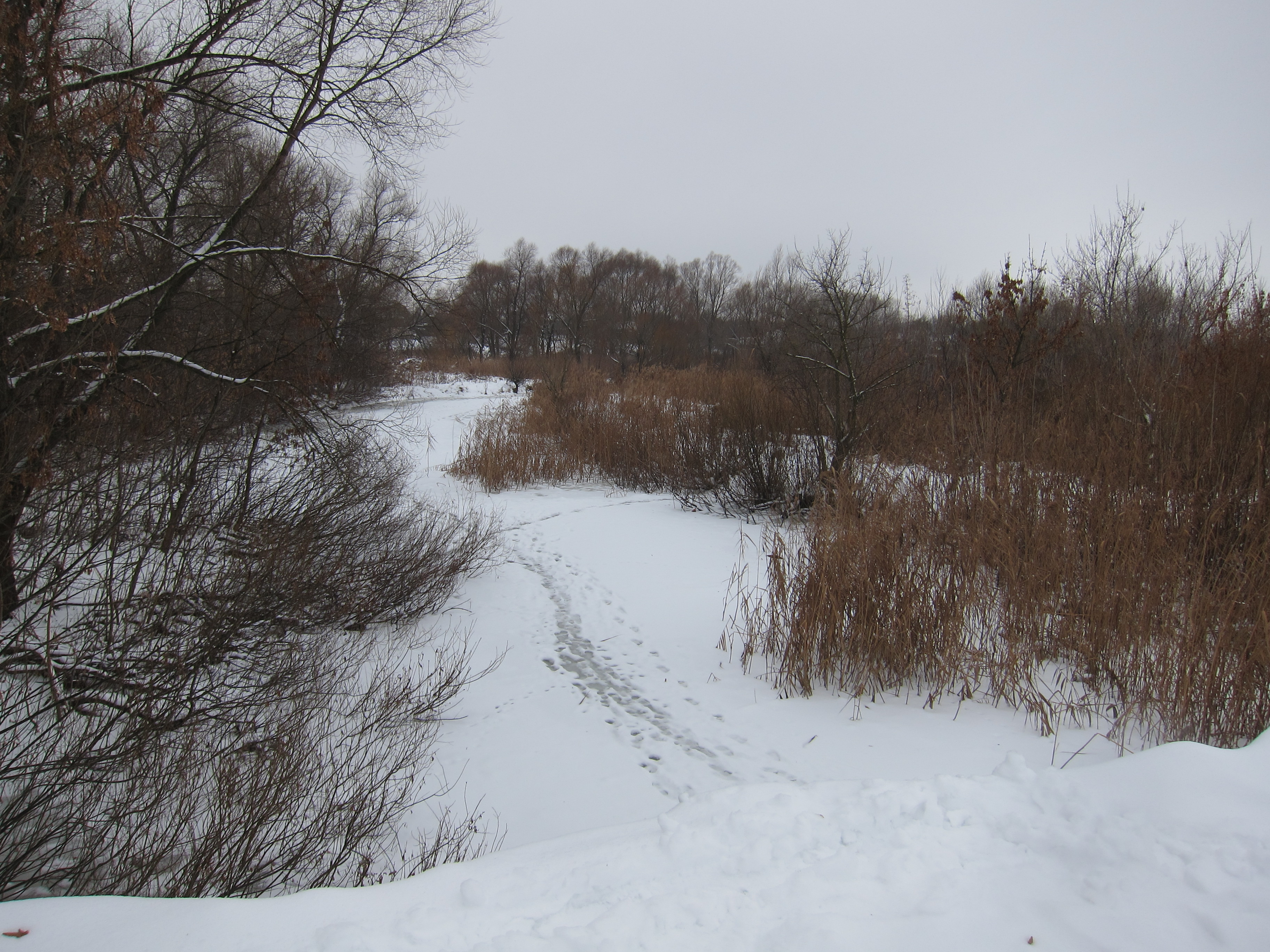
Річка Лопань взимку

Селище міського типу Козача Лопань розташоване на обох берегах річки Лопань, за 2 км від кордону з Росією, вище за течією примикає село Шевченка, на відстані 1 км розташоване село Гранів, нижче за течією за 3 км — село Нова Козача.
Відстань до адміністративного центру Дергачівської міської громади  становить 29 км і проходить автошляхом місцевого значення.

## Назва
Приїжджі називають селище «Козачка». Місцеві ж мешканці — Козача. За цим одних їх можна відрізнити від інших. Чимало жителів України та Росії знають назву «Козача Лопань», бо саме в селищі знаходиться залізнична станція Козача Лопань та пункт контролю митниці з Росією Козача Лопань — Долбіно на залізничній лінії Харків — Москва, а поряд — автомобільний пункт пропуску «Гоптівка».

## Історія
На території Козачої Лопані виявлені залишки трьох поселень епохи бронзи та двох — скіфського часу.
Перші історичні відомості про село Козача Лопань датуюються 1660 роком XVII століття. Селище засноване в ті ж часи, що й місто Харків та інші козацькі поселення у середині XVII століття.
1850 року в селі відбулося повстання селян, яке було жорстко придушене військовою силою.
1860 року тут було спалено маєток поміщиці. Хвилювання і виступи селян не припинялися і в наступні роки.

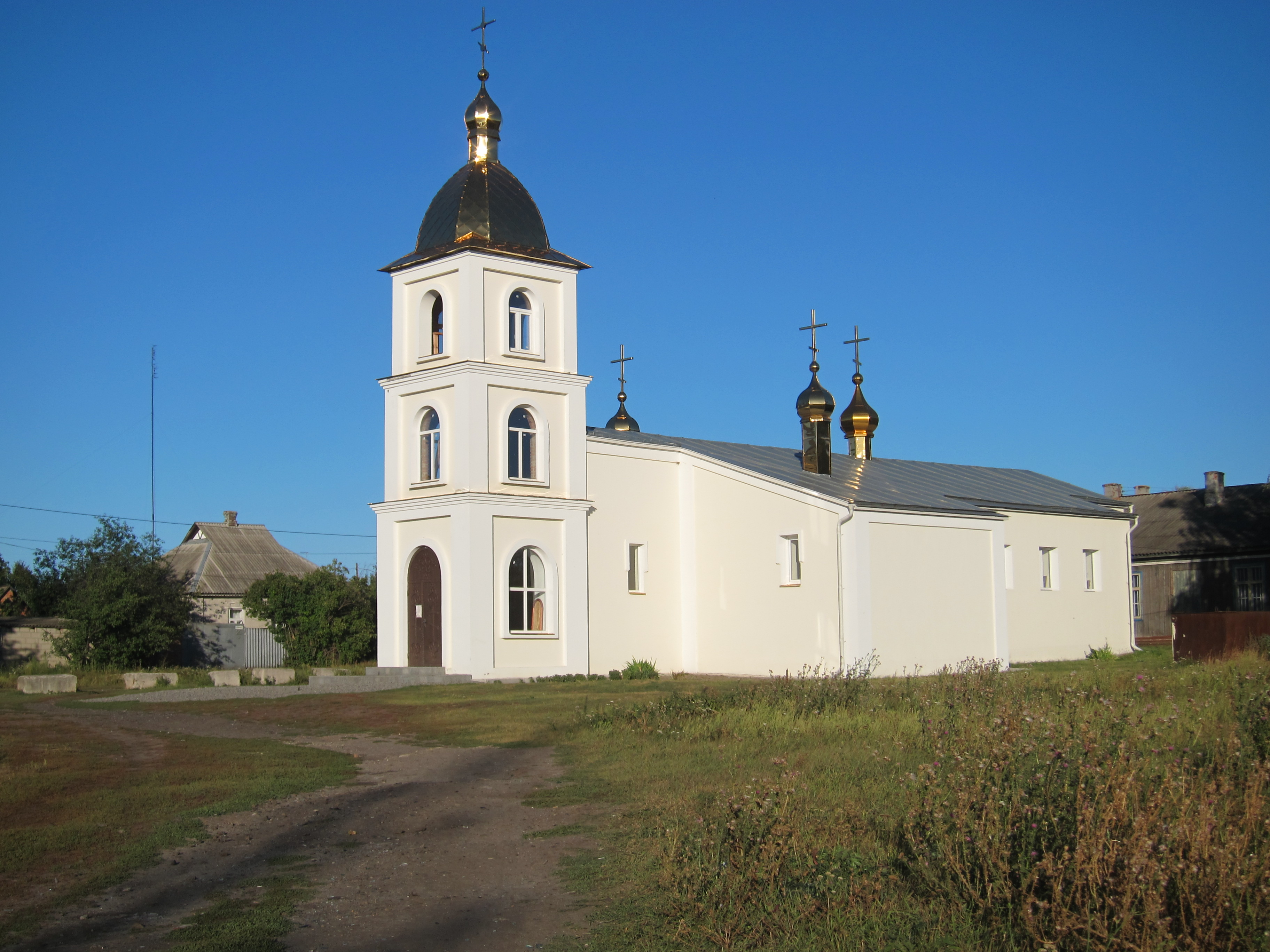
Церква Архангела Михаїла

За даними на 1864 рік на казеному селі Удянської волості Харківського повіту, мешкало 2539 осіб (1269 чоловічої статі та 1270 — жіночої), налічувалось 389 дворових господарств, існувала православна церква.
Станом на 1914 рік село було центром Козачолопанської волості, кількість мешканців зросла до 3848 осіб.

### Українська революція
Під час Української революції та Першої радянсько-української війни опиняється під контролем більшовиків. У 1918 році, після проголошення Української Народної Республіки, Козача Лопань увійшла до адміністративно-територіальної одиниці Харків з центром у однойменному місті, але фактичного контролю влади над населеним пунктом не було. У кінці цього ж року, в ході контрнаступу українських сил, більшовики змогли не допустити звільнення Козачої Лопані. У 1919 році за територію населеного пункту вели боротьбу денікінці. Козача Лопань понад 70 років перебувала під радянською окупацією.

### Радянський період
Упродовж 1922—1924 років у селі створили три сільгоспартелі. У 1938 році — село набуло статусу — селище.
Селище постраждало внаслідок геноциду українського народу, проведеного урядом СРСР у 1932—1933 роках, кількість встановлених жертв — 104 особи.
Існує не підтверджена історична легенда про розстріл учасників з'їзду кобзарів взимку між 1934 та 1935 роками поблизу залізничної станції Козача Лопань.
У 1940 році в Козачій Лопані налічувалося 1595 господарств, радгосп «Шлях промисловості», борошномельний завод.
Під час Другої світової війни Козача Лопань стала місцем запеклих боїв між німецькими та радянськими військами. Вона кілька разів переходила з рук в руки і була зруйнована дощенту. На фронтах війни і в партизанських загонах проти німців билися 410 жителів, 334 з них за «мужність і відвагу» нагороджені орденами і медалями СРСР, з них 196 чоловік загинули. У Козачій Лопані встановлені обеліски адептам комунізму і комсомольцям, загиблим в роки громадянської війни, і чотири пам'ятника радянським воїнам полеглим в боях за селище.
У 1966 році населення становило 10 600 осіб. У 1972 році діяли насіннєвий радгосп «Шлях промисловості» (4512 га землі), колгосп імені Мічуріна (3487 га) і цех переробки молока.
У січні 1989 року його населення становило 7235 осіб.

### У Незалежній Україні
Після проголошення незалежності України село знаходилося на кордоні з Росією, тут обладнали прикордонний перехід та митницю, які знаходяться в зоні відповідальності Харківського прикордонного загону Східного регіонального управління Державної прикордонної служби України.
У липні 1995 року Кабінет Міністрів України ухвалив рішення про приватизацію розташованих тут агрономічного радгоспу та міжколгоспного спеціалізованого господарства.
12 червня 2020 року, розпорядженням Кабінету Міністрів України № 725-р «Про визначення адміністративних центрів та затвердження територій територіальних громад Харківської області», Козачолопанська селищна рада об'єднана з Дергачівською міською громадою.
19 липня 2020 року, в результаті адміністративно-територіальної реформи та ліквідації Дергачівського району, селище міського типу увійшло до складу Харківського району.
З 24 лютого 2022 року, з початку широкомасштабного 
російського вторгнення в Україну, Козача Лопань перебувала під тимчасовою російською окупацією.
Зі спогадів мешканців селища, під час окупації росіяни відбирали у жителів Козачої Лопані мобільні телефони і показово їх прибивали до каштану біля приміщення «Нової пошти», яке отримало назву «дерево телефонів». Таким чином окупанти не дозволяли місцевим мешканцям виходити на зв'язок, аби зателефонувати родичам або друзям. Окупанти намагалися здійснювати такий терор з метою залякування населення, давали наче урок, щоб більше не виходили дзвонити.
11 вересня 2022 року, в ході контрнаступу Збройних сил України, Козача Лопань була звільнена від російських загарбників.
2 лютого 2023 року селище потрапило під обстріл. Пошкоджено будівлю селищної ради.
18 листопада 2023 року російські військові обстріляли Козачу Лопань. Про це повідомили в обласній прокуратурі. За даними слідства, селище обстріляли близько 11:40. Зазнали пошкоджень житлові будинки та господарчі споруди. За процесуального керівництва Дергачівської окружної прокуратури Харківської області розпочато досудове розслідування за фактом порушення законів та звичаїв війни (ч. 1 ст. 438 КК України).
21 листопада 2023 року унаслідок обстрілу селища загинув мирний житель. "Було пошкоджено приватний житловий будинок, сталася пожежа. Після ліквідації пожежі рятувальники виявили тіло загиблого 29-річного цивільного чоловіка.Співчуття рідним і близьким загиблого", - додав Синєгубов.
6 грудня 2023 вдень російські окупанти обстріляли селище. Під час ліквідації наслідків атаки, росіяни почали обстрілювати рятувальників. Про це повідомляє МВС УКраїни. Також повідомляють, що внаслідок влучання по приватному сектору, виникла пожежа у двох житлових будинках.
20 березня 2024 року російські війська обстріляли Козачу Лопань керованими авіаційними бомбами на початку доби, повідомив голова обласної військової адміністрації Олег Синєгубов. «Частина населеного пункту опинилася без електроенергії внаслідок пошкодження лінії електропередачі. Поранено цивільного 56-річного чоловіка, госпіталізований до медзакладу» – заявив він.
З селища Козача Лопань на Харківщині, розташованого за два кілометри від російського кордону, протягом місяця виїхала 1000 людей, розповіла староста округу Людмила Вакуленко. Менш як за 15 кілометрів від селища точаться бої на Липецькому напрямку — росіяни намагаються захопити сусідню громаду. У селищі залишаються ще 500 мешканців.
На Харківщині в селищі Козача Лопань станом на 20 вересня 2024 року залишається 860 людей. З них майже половина ті, що повернулися після евакуації в травні-червні цього року.

«Росіяни постійно обстрілюють селище КАБами та артилерією. Всі адміністративні будівлі вже знищені, залишаються тільки цивільні будинки, по яких продовжують завдавати ударів», — зазначила староста.

## Населення
- 1864 рік — 2539 осіб;
- 1914 рік — 3848 осіб;
- 1966 рік — 10 600 осіб;
- 1989 рік — 7235 осіб;
- 2001 рік — 5878 осіб;
- 2015 рік — 5200 осіб;
- 2022 рік (1 Січня) — 4935 осіб;
- 2024 рік (Червень) — ~500 осіб;
- 2024 рік (Вересень) — 860 осіб;

### Мова
Розподіл населення за рідною мовою за даними перепису 2001 року:
| Мова            | Кількість | Відсоток |
| --------------- | --------- | -------- |
| українська      | 5071      | 86.27%   |
| російська       | 766       | 13.03%   |
| вірменська      | 9         | 0.15%    |
| білоруська      | 5         | 0.08%    |
| болгарська      | 2         | 0.03%    |
| румунська       | 1         | 0.02%    |
| угорська        | 1         | 0.02%    |
| циганська       | 1         | 0.02%    |
| інші/не вказали | 22        | 0.38%    |
| Усього          | 5878      | 100%     |

## Пам'ятки
- Ентомологічний заказник місцевого значення «Старий сад». 5,0 га.
- Церква Архангела Михаїла.
- «Кущовате» — кургани скіфського часу.
- 4 братські могили радянських солдат.
- Пам'ятник жертвам фашистського терору (1941—1943).

## Транспорт
У селищі знаходиться залізнична станція Козача Лопань (лінія Харків — Бєлгород), яка до 2014 року була пунктом прикордонного контролю для пасажирських поїздів, що перетинали російсько-український кордон. Наразі рух пасажирських поїздів скасований у напрямку Росії. Здійснюється лише приміське сполучення електропоїздами за маршрутом Харків — Козача Лопань. До Харкова з Козачої Лопані також курсує автобусний маршрут № 1648Т.

## Об'єкти соціальної сфери

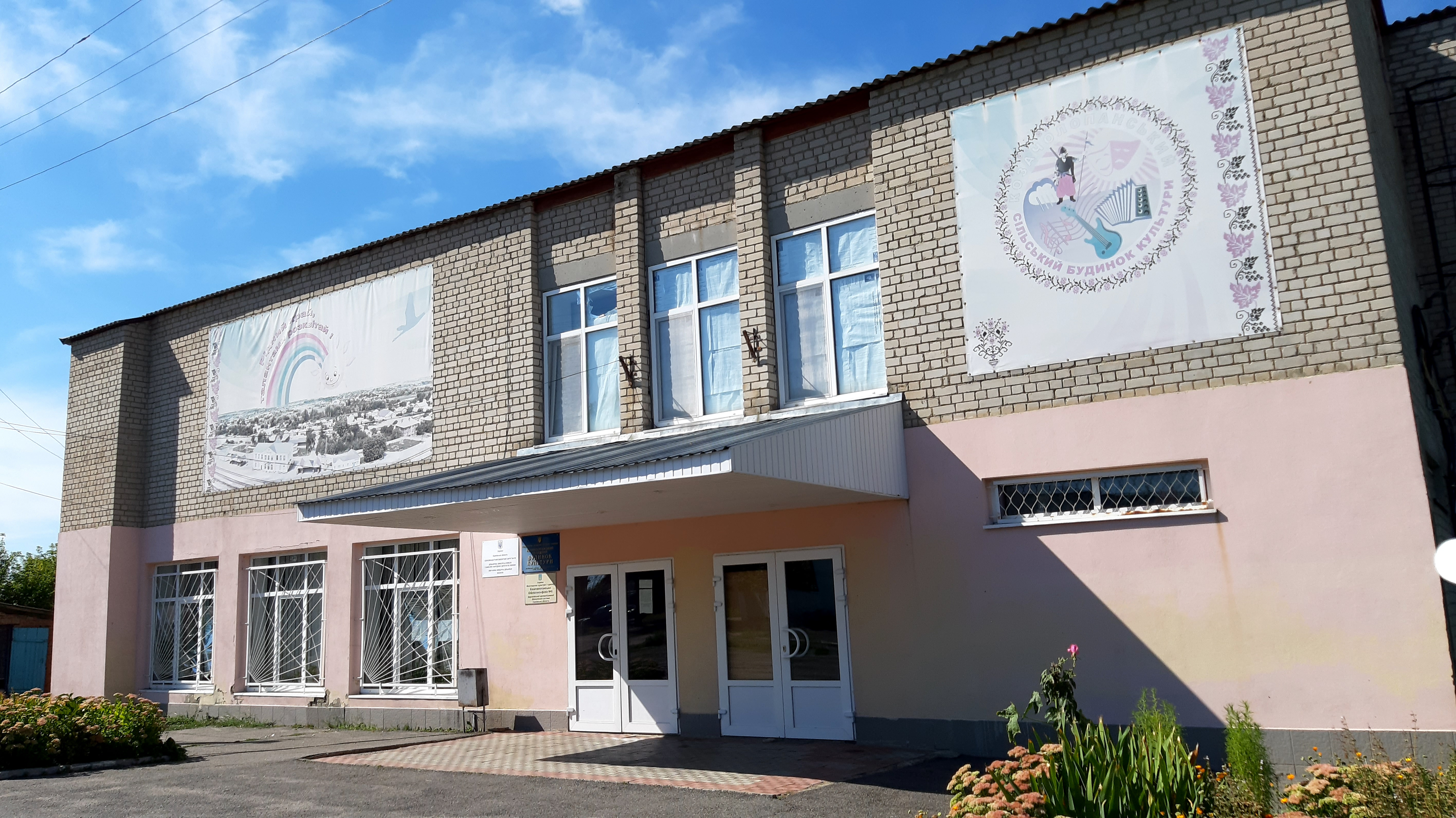
Клуб

- Загальноосвітня школа І—ІІІ ступені
- Дитячий дошкільний навчальний заклад
- Комунальний заклад «Козачолопанський ліцей» Дергачівської міської громади Харківської області
- Клуб
- Аптеки
- СТО
- Кафе «Велес»
- Пожежна частина ДСНС України

## Відомі особистості
- Бойко Віктор Степанович — український поет, перекладач.
- Кошелев Василь Володимирович (1997—2022) — старший солдат Збройних Сил України, учасник російсько-української війни, що загинув біля села у ході російського вторгнення в Україну у 2022 році.
- Осман Сергій Вікторович (нар. 1986)  — український волонтер, керівник пошуково-рятувального загону "Мілена", програміст.
- Шкурко Сергій Вікторович (1973 - 2024)  — український військовик, учасник російсько-української війни.[16]

## Галерея

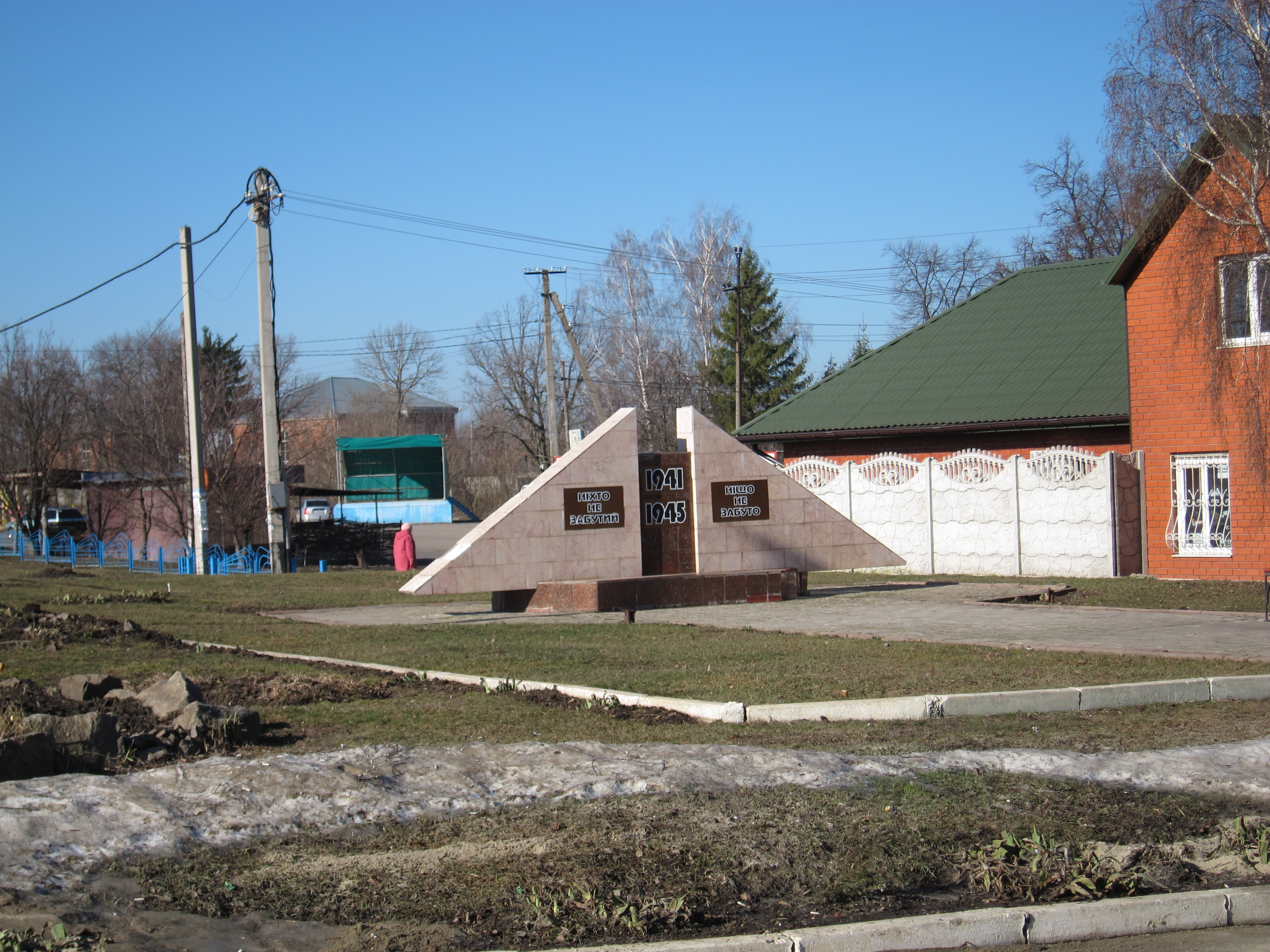
Братська могила біля залізничного вокзалу
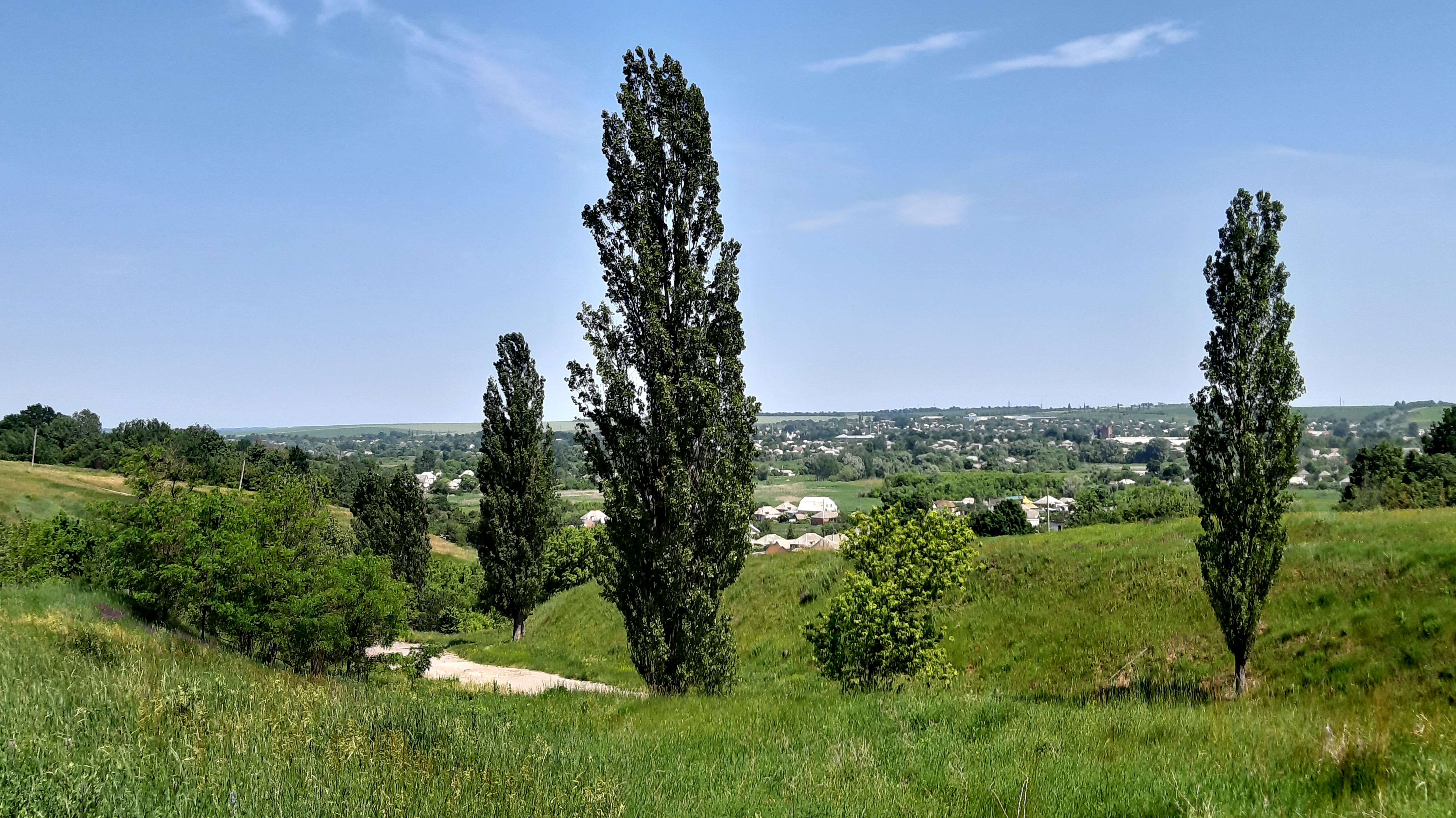
Околиці Козачої Лопані
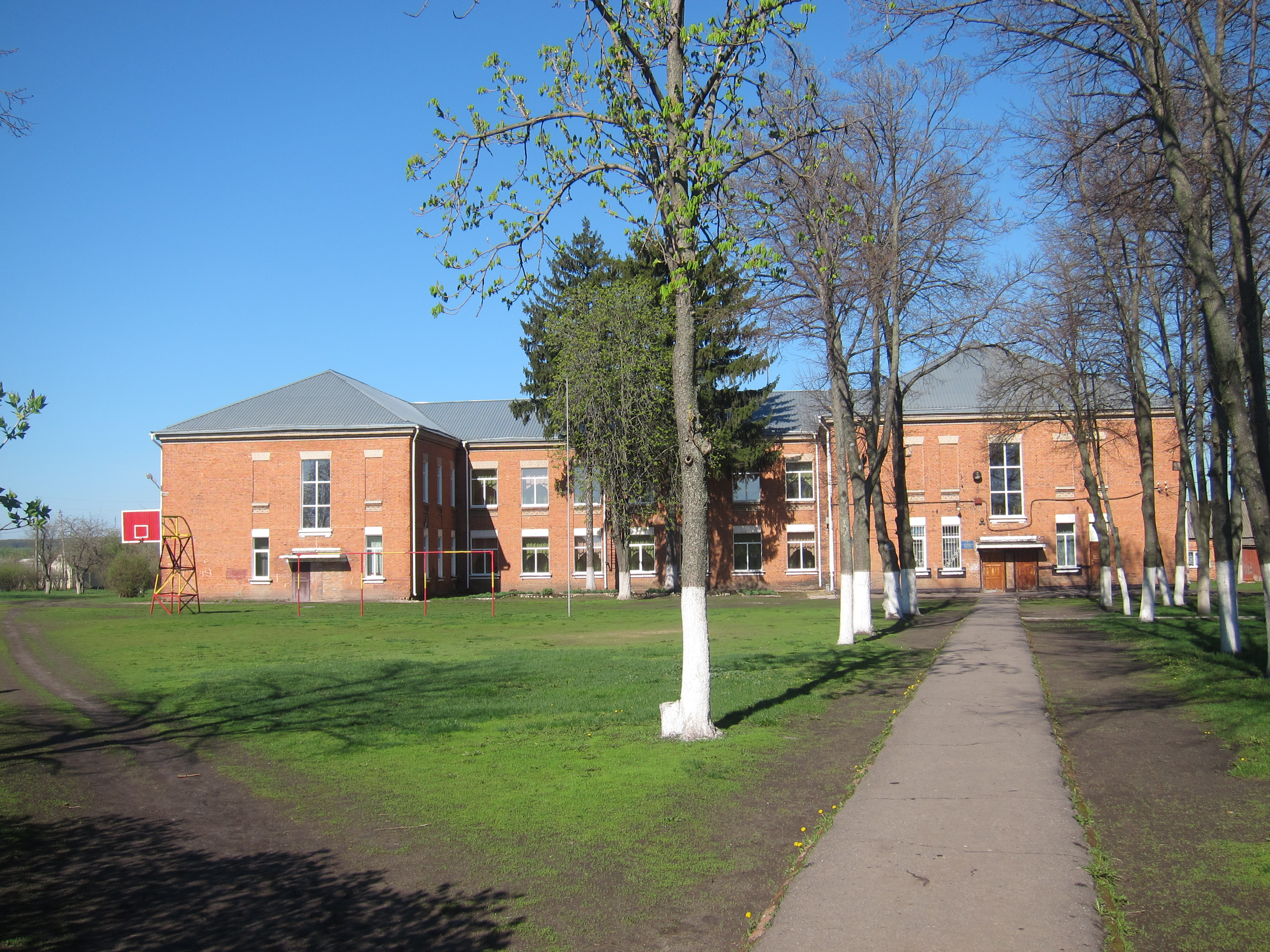
Ліцей
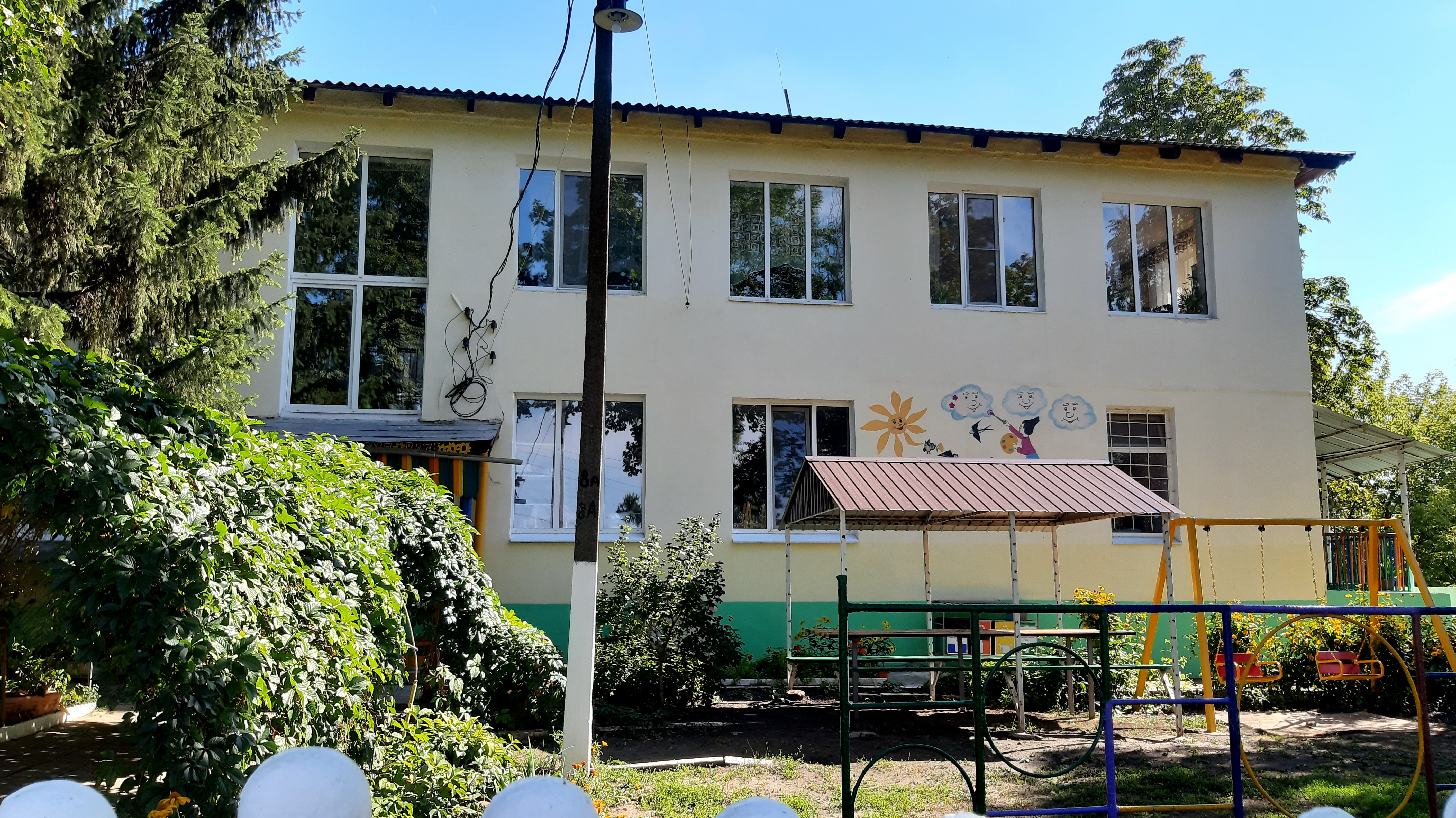
Дитячий дошкільний навчальний заклад